# Botánica Macaronésica
Botánica Macaronésica (abreviado Bot. Macaronés.) es una revista científica con ilustraciones y descripciones botánicas que es publicada en Las Palmas de Gran Canaria desde el año 1976.

## Publicaciones
- 1º serie como Botanica Macaronésica. IV, Ciencias hasta el año 1982
- 2º serie como Botánica Macaronésica. Tafira Alta hasta ahora